# Jason Alexander
Jason Alexander (født Jason Scott Greenspan 23. september 1959 i Newark i New Jersey) er en amerikansk skuespiller. Han er bedst kendt fra rollen som "George Costanza" i Tv-serien Seinfeld, men har også bl.a. været teaterchef.